# Hermann Gahr
Hermann Gahr (* 15. Juli 1960 in Schwaz, Tirol) ist ein österreichischer Politiker (ÖVP). Von Oktober 1999 bis Oktober 2024 war er Abgeordneter zum österreichischen Nationalrat.

## Leben
Nach der landwirtschaftlichen Fachschule absolvierte Hermann Gahr eine Praxisausbildung an diversen Landwirtschaftsbetrieben. Anschließend machte er eine kaufmännische Lehre. Von 1978 bis 1980 absolvierte er eine Lehrausbildung. Anschließend war er Marktleiter und Geschäftsführer im Raiffeisen-Warenbereich.
Seit 1991 arbeitete er in der Landwirtschaftskammer Tirol im Referat Maschinenring, er ist Landesgeschäftsführer der Tiroler Maschinen- und Betriebshilferinge. Seit 2001 ist er Obmann von BioEN (Tirol), von 2003 bis 2008 war er Obmann des Maschinenringes Österreich. Seit dem 12. November 2014 ist Hermann Gahr Landesobmann von Forum Land Tirol.

## Politische Laufbahn
Seit 1999 ist Hermann Gahr Abgeordneter zum Nationalrat für die österreichische Volkspartei. Er vertritt die Bezirke Innsbruck-Land und Schwaz.
Von 2004 bis 2010 war er Mitglied des Gemeinderates der Gemeinde Terfens. Seit 29. November 2006 ist er Obmann Stellvertreter des Rechnungshofausschusses und Rechnungshofsprecher der Volkspartei. Hermann Gahr ist seit 7. März 2007 Obmann des Unterausschusses des Außenpolitischen Ausschusses: Südtirol. Gahr ist ausgewiesener Experte in Südtirol-Fragen und Bereichssprecher der Volkspartei für Südtirol.
Bei der Nationalratswahl am 29. September 2013 erhielt er insgesamt 10.392 Vorzugsstimmen. Seit 29. Oktober 2013 ist Gahr Schriftführer des Nationalrates. Bei der Nationalratswahl am 15. Oktober 2017 erreicht er 10.285 Vorzugsstimmen in seinen Wahlkreisen. Damit schaffte er das zweitbeste Ergebnis in Tirol.
Bei der Nationalratswahl am 29. September 2019 erhielt er insgesamt 11.751 Vorzugsstimmen. Auch bei dieser Wahl konnte Gahr das zweitbeste Vorzugsstimmen-Ergebnis in Tirol erzielen.
In der Legislaturperiode seit 2019 ist er im Nationalrat für die ÖVP Mitglied in folgenden Ausschüssen: Obmann im Unterausschuss des Außenpolitischen Ausschuss, Obmannstellvertreter im Rechnungshofausschuss; Schriftführer im Ausschuss für Verkehr sowie Mitglied im Ausschuss für innere Angelegenheiten und im Ausschuss für Petitionen und Bürgerinitiativen.
Am 23. November 2020 fand der erste digitale Parteitag der Tiroler Volkspartei statt, in dieser Sitzung wurde Hermann Gahr mit 97,52 Prozent zum ÖVP-Bezirksobmann von Schwaz gewählt.
Er ist verheiratet und hat zwei Kinder.

## Auszeichnungen
- Großes Goldenes Ehrenzeichen für Verdienste um die Republik Österreich (2009)[14][15]